# Howick Island
Howick Island är en ö i Australien. Den ligger i delstaten Queensland, omkring 1 700 kilometer nordväst om delstatshuvudstaden Brisbane. Arean är 5,4 kvadratkilometer. Den sträcker sig 2,2 kilometer i nord-sydlig riktning, och 4,4 kilometer i öst-västlig riktning.
Savannklimat råder i trakten. Genomsnittlig årsnederbörd är 1 319 millimeter. Den regnigaste månaden är mars, med i genomsnitt 441 mm nederbörd, och den torraste är augusti, med 7 mm nederbörd.